# Danuta Kowalska
Danuta Kowalska (ur. 19 stycznia 1955 w Warszawie) – polska aktorka teatralna, filmowa i telewizyjna, tancerka, modelka, autorka publikacji i książek.
Absolwentka Państwowej Wyższej Szkoły Teatralnej w Warszawie oraz absolwentka Państwowej Szkoły Baletowej im. Turczynowicza w Warszawie, absolwentka Francuskiego Instytutu Zarządzania (1993), absolwentka The London Advertising Institute Training Service. W 2009 ukończyła w Canadian Management Institute, roczny międzynarodowy program – Akademia Strategicznego Przywództwa – przeznaczony dla wyższej kadry zarządzającej, przygotowany we współpracy z Harvard Business School.

## Życiorys
Jest córką Zbigniewa Kowalskiego i Zofii z de Virionów. W 1973 roku ukończyła Państwową Szkołę Baletową w Warszawie. W latach 1973–1974 występowała w Państwowym Zespole Pieśni i Tańca „Mazowsze”. Została fotomodelką i występowała w pokazach młodzieżowej mody. Zaczęła pojawiać się na okładkach kolorowych pism. Na jednej z nich wypatrzył ją reżyser Janusz Morgenstern i zaproponował jej debiut, główną rolę w swoim serialu S.O.S. (1974). Danuta Kowalska studiowała na wydziale aktorskim w warszawskiej Państwowej Wyższej Szkole Teatralnej (obecnie Akademia Teatralna im. A. Zelwerowicza), którą ukończyła z wyróżnieniem w 1978.
Zadebiutowała w prestiżowym „teatrze gwiazd”, u dyr. Zygmunta Hubnera, na deskach warszawskiego Teatru Powszechnego, gdzie występowała w latach 1978–1992, będąc jeszcze studentką III roku wydziału aktorskiego PWST. Jej debiutem scenicznym była rola Amelii w przedstawieniu Federico Garcíi Lorki „Dom Bernardy Alba” (1978) w reżyserii Janusza Wiśniewskiego oraz Miranda w „Burzy” (1978/1979) Szekspira. W ciągu 14 lat pracy scenicznej Danuta Kowalska zagrała wiele różnorodnych i interesujących ról teatralnych u boku m.in. Janusza Gajosa, Bronisława Pawlika, Franciszka Pieczki, Władysława Kowalskiego, Kazimierza Kaczora, Piotra Machalicy, Stanisława Zaczyka, Edmunda Fettinga, Olgierda Łukaszewicza, Jerzego Zelnika oraz Anny Seniuk, Mirosławy Dubrawskiej, Elżbiety Kępińskiej, Ewy Dałkowskiej, Joanny Żółkowskiej.
Swoją karierę ekranową rozpoczęła jako uczennica warszawskiej Szkoły Baletowej od gościnnego udziału w serialach: S.O.S. w reż Janusza Morgensterna, następnie Polskie drogi (1976), Zaklęty dwór (1976), Lalka (1977), Parada oszustów (1977), Kanclerz w reż. Ryszarda Beera, 1989, Na kłopoty Bednarski, (1989), Pogranicze w ogniu (1991), zanim zadebiutowała na kinowym ekranie w dramacie wojennym Jana Łomnickiego Akcja pod Arsenałem (1977) w roli Maryli Dawidowskiej, siostry „Alka”. Wystąpiła w dwóch niemieckich produkcjach – Pięta achillesowa (Achillesferse, 1978) i na podstawie powieści Hermanna Kanta Pobyt (Der Aufenthalt, 1983), dramacie Ryszarda Bugajskiego Przesłuchanie (1982), ekranizacji powieści Poli Gojawiczyńskiej w reżyserii Barbary Sass Rajska jabłoń (1985). Przebojem frekwencyjnym z 1985 okazała się komedia Romana Załuskiego Och, Karol (1985). Danuta Kowalska wcieliła się w postać żony tytułowego bohatera. Następnie zagrała w dramacie familijnym Waldemara Dzikiego Cudowne dziecko (1987), dramacie Stanisława Różewicza Anioł w szafie (1987) i thrillerze Niewypowiedziana wojna (Sheng zhan feng yun, 1990) jako matka chrzestna. Po wielu latach przerwy, na zaproszenia swojego ulubionego reżysera J. Morgensterna zdecydowała się zagrać epizod, w 2009, u boku Władysława Kowalskiego w filmie Mniejsze zło. W grudniu 2011 powraca na mały ekran jako Danuta w telenoweli Klan.
Po zakończeniu kariery aktorskiej w 1992 rozpoczęła pracę w marketingu, public relation PR oraz reklamie, pełniła m.in. funkcję kierownika działu reklamy i sponsoringu, dyrektora marketingu w The Coca-Cola Company w Warszawie, pracowała w amerykańskiej agencji reklamowej DDBNeedham jako account executive dla firmy McDonald’s. Była współtwórcą rozwoju i sukcesu firmy Lang Team oraz jej dyrektorem marketingu. Wiele lat później została dyrektorem ds. rozwoju i komunikacji Polskiej Fundacji Olimpijskiej, jak również członkiem zarządu i dyrektorem ds. współpracy korporacyjnej Polskiego Komitetu Narodowego UNICEF. W latach 2007 i 2008 pełniła z sukcesem funkcję prezesa Zarządu Fundacji Grupy TP.
W 2008 założyła firmę – CSR Strategies – zajmującą się odpowiedzialnością społeczną biznesu, w ramach której budowała i wdrażała programy społeczne dla wielu firm, korporacji, oraz fundacji. Była ekspertem do spraw CSR na XVIII Ekonomicznym Forum w Krynicy. Współpracowała z Klubem Piłkarskim Legia Warszawa, gdzie przez 16 miesięcy pełniła funkcję dyrektora marketingu i komunikacji oraz odpowiadała za strategię otwarcia nowego stadionu Legii Warszawa.
W grudniu 2011 powróciła ponownie na mały ekran. W 2013 r. napisała i wydała książkę Ocalić od zapomnienia..., która opowiada o siedmiu pokoleniach arystokratycznych rodów Skirmuntów i de Virionów, z których wywodzi się aktorka.
Jej mężem był rajdowiec Bogdan Drągowski (ur. 1947), który zmarł tragicznie 21 września 2006 roku w wieku 59 lat. Ma syna Krzysztofa Drągowskiego (ur. 21 maja 1980).

## Filmografia
- S.O.S. (serial telewizyjny) (1974) – debiut filmowy jako Jolka
- Zaklęty dwór (1976) w podwójnej roli Eugenii i Jadwigi
- Polskie drogi (1976) jako Jadzia Żychlińska
- Parada oszustów  (1977) jako prostytutka
- Lalka (1977) jako Kasia Hopferówna (gościnnie)
- Akcja pod Arsenałem (1977) jako Maryla Dawidowska
- Wielki podryw (1978) jako Małgosia, nagroda za debiut na FFF w Gdańsku
- Znaków szczególnych brak (1978) jako Górowska
- Koty to dranie (1978) jako Małgosia
- Justyna (1978) jako Małgosia, narzeczona Ryszarda
- Errata, czyli sceny pokutne w nowych osiedlach (1981) jako Teresa
- Pobyt (Der Aufenthalt, 1983) jako Monika
- Alternatywy 4 (1983) jako Jola, narzeczona Winnickiego
- Czas dojrzewania (1984) jako panna młoda
- 07 zgłoś się (1984) jako przyjaciółka porucznika Borewicza w odc. 15-16 (gościnnie)
- Rajska jabłoń (1985) jako Klientka sklepu Kwiryny
- Bariery (1985) jako siostra oddziałowa
- Ga, ga. Chwała bohaterom (1985) jako Seksbomba u drugiego bohatera
- Dłużnicy śmierci (1985) jako Zośka
- Och, Karol (1985) jako Maria Górska, żona tytułowego bohatera
- Sceny dziecięce z życia prowincji (1986) jako uczestniczka prywatki
- Trio (1986) jako tancerka Danka
- Mgiełka (1986) jako sekretarka (spektakl telewizyjny)
- Cudowne dziecko (1986) jako matka Małgosi
- Na kłopoty… Bednarski (1986) jako Marta Erlichowa
- Anioł w szafie (1987) jako aktorka Marzena
- Zakole (1988) jako Katarzyna
- Banda Rudego Pająka (1988) jako pielęgniarka
- Przed sklepem jubilera (La Bottega dell’orefice, 1988) jako Polka, Teresa
- W klatce (1988) jako realizatorka programu telewizyjnego dla dzieci
- Zmowa (1988) jako Janka Sitkowa
- Pogranicze w ogniu (1988–1991) jako Monika Schuster
- Konsul (1989) jako Krysia
- Modrzejewska (1989) jako Aleksandra Rakiewiczowa
- Kanclerz (1989) w podwójnej roli Clary i Klary
- Seszele (1990) jako Blanka
- Sheng zhan feng yun (1990) jako matka chrzestna
- Piggate (1990) jako Anna Montini
- Zwichnięcie (L’ entorse, 1991) jako Annie
- Mniejsze Zło (2009) jako gospodyni
- Klan (2011) jako Danuta Bukowska
- Prawo Agaty (2013) jako żona prokuratora okręgowego (odc. 33)
- M jak miłość (2013) jako amerykańska bizneswoman
- True Crimes (2015) jako matka Kozłowa
- Barwy szczęścia (2016–2024) jako Eliza – matka Sebastiana i babcia Angeli
- Na dobre i na złe (2017) jako Lucyna